# LaSirena69
ЛаСирена69 (исп. LaSirena69, настоящее имя — Мария Антонелла Алонсо Бригати (исп. María Antonella Alonso Brigati); род. 9 июня 1990[…], Каракас, Столичный округ, Венесуэла[…]) — венесуэльская порноактриса.

## Биография
Алонсо родилась в Баруте и изучала социальные коммуникации в течение нескольких семестров в Университете Санта-Мария, но бросила обучение, чтобы изучать рекламу в Институте новых профессий (исп. Instituto Nuevas Profesiones) в Лас-Мерседесе. Она написала дипломную работу по гуманитарным наукам, посвященную теме гейш, и в течение двух лет диверсифицированного цикла написала работу под названием «Приближение концепции женщины к пониманию гейши», в которой говорилось о женщинах, работающих в секс-индустрии, от гетер Древней Греции и японских гейш к современной проституции. В марте 2015 года она эмигрировала в Майами, где прожила три года, после нескольких увольнений с работы за то, что выставляла свои эротические фотографии в социальных сетях, и начала продавать свои обнаженные фотографии. Через полтора года она переехала в Лос-Анджелес, где познакомилась с порнозвездой, познакомившей с индустрией для взрослых, что стало началом её карьеры в этой области.
В 2020 году Алонсо была номинирована в категории «Лучшая новая старлетка» премии AVN Awards и в категории «Самая популярная новая исполнительница» третьего издания премии Pornhub Awards. В феврале 2021 года она была названа «Любимицей месяца» по версии журнала Penthouse. Она также получила награду AVN в категории «Лучшее женское откровение». Она появлялась на обложках таких журналов, как UB Magazine, и позировала для таких фотографов, как Майк Охрангутанг.

## Награды и номинации
| Год  | Награда        | Результат | Категория                              |
| ---- | -------------- | --------- | -------------------------------------- |
| 2020 | AVN Awards     | Номинация | Лучшая новая старлетка                 |
| 2020 | Pornhub Awards | Номинация | Самая популярная новая исполнительница |